# Henry Larcom Abbot
Henry Larcom Abbot (ur. 13 sierpnia 1831 w Beverly, w stanie Massachusetts, zm. 1 października 1927 w Cambridge) – oficer amerykański, podróżnik i odkrywca.

## Dzieciństwo i młodość
Urodził się w Beverly (Massachusetts), jako syn Josepha Hale Abbot i Fanny Ellingwood. Ojciec Abbota, stypendysta Amerykańskiej Akademii Sztuk i Nauk, był pedagogiem i dyrektorem szkoły. Abbot początkowo kształcił się w bostońskiej Latin School. W latach 1850–1854 uczęszczał do amerykańskiej Akademii Wojskowej w West Point, kończąc ją z 2. lokatą w swoim roczniku.

## Oficer i badacz
Służąc początkowo jako podporucznik w Korpusie Topograficznym Armii USA (ang. US Army Corps of Topographical Engineers), pracował w waszyngtońskim Office of Pacific Railroad Explorations and Surveys. W roku 1855 podjął pracę przy projekcie budowy linii kolejowej Pacific Railroad, w ramach którego poprowadził ekspedycję badawczą na terenach od Doliny Sacramento w Kalifornii po Fort Walla Walla w stanie Waszyngton oraz w stanie Oregon. On i jego grupa badawcza, wraz z silną eskortą wojskową, przebyli szlak do kanionu rzeki Pit, a następnie do doliny rzeki Klamath, gdzie nastąpiło rozdzielenie sił ekspedycji. Abbot poprowadził swoją grupę wzdłuż wschodnich stoków Gór Kaskadowych i rzeki Deschutes, aż do jej ujścia do rzeki Columbia. Reszta ekspedycji posuwała się wzdłuż zachodnich stoków pasma, przy czym spotkanie nastąpiło w okolicach dzisiejszego Vancouver. Powrotna droga wiodła na południe wzdłuż wybrzeża Pacyfiku przez tereny objęte powstaniem Indian z plemion Tututni i Takelma, na czele których stał wódz John.
Przez ponad 4 lata (od maja 1857 do lipca 1861 r.), porucznik Abbot asystował kapitanowi Andrew A. Humphreysowi w badaniu dolnego biegu i delty rzeki Missisipi, którego celem było znalezienie najlepszego sposobu ochrony ziemi przed zalaniem i zapewnienia niezawodnego żeglugi przez ujście rzeki. Jego praca była tak cenna, że Humphreys uczynił go współautorem raportu. Ich raport pt. Report upon the Physics and Hydraulics of the Mississippi River (1861) znacznie poszerzył wiedzę na temat hydrauliki rzecznej, chociaż wyrażone w nim przekonanie, że same tamy mogą zapobiec katastrofalnym powodziom wzdłuż rzeki, okazało się ostatecznie błędne.
W czasie wojny secesyjnej Abbot dosłużył się stopnia generała-majora, dowodząc oddziałami ochotniczymi wojsk Unii. W roku 1895 przeszedł na wojskową emeryturę, obejmując funkcję konsultanta przy planowaniu budowy Kanału Panamskiego.

## Eksplorator i odkrywca
Wyprawa z roku 1855 miała ogromne znaczenie dla wytyczenia dwóch możliwych połączeń kolejowych północnej Kalifornii z Oregonem i Waszyngtonem na północnym zachodzie Stanów Zjednoczonych. Jego sprawozdanie - Report upon Explorations for a Railroad Route from the Sacramento Valley to the Columbia River - zostało włączone do rządowej publikacji Pacific Railroad Reports wydanej w latach 1857–1860. Oba zbadane przezeń szlaki zostały wykorzystane przez budowniczych linii kolejowych. W raporcie Abbota znalazły się również uwagi dotyczące możliwości wykorzystania badanych obszarów pod względem gospodarczym, zwłaszcza rolnictwa i leśnictwa.

## Rodzina
W kwietniu 1856 r. Abbot poślubił Mary Susan Everett, pochodzącą z Cambridge (Massachusetts). Para miała co najmniej troje dzieci. Ich syn Frederic Vaughan Abbot został także wybitnym oficerem Korpusu Inżynierów Armii USA.